# Mortlocks

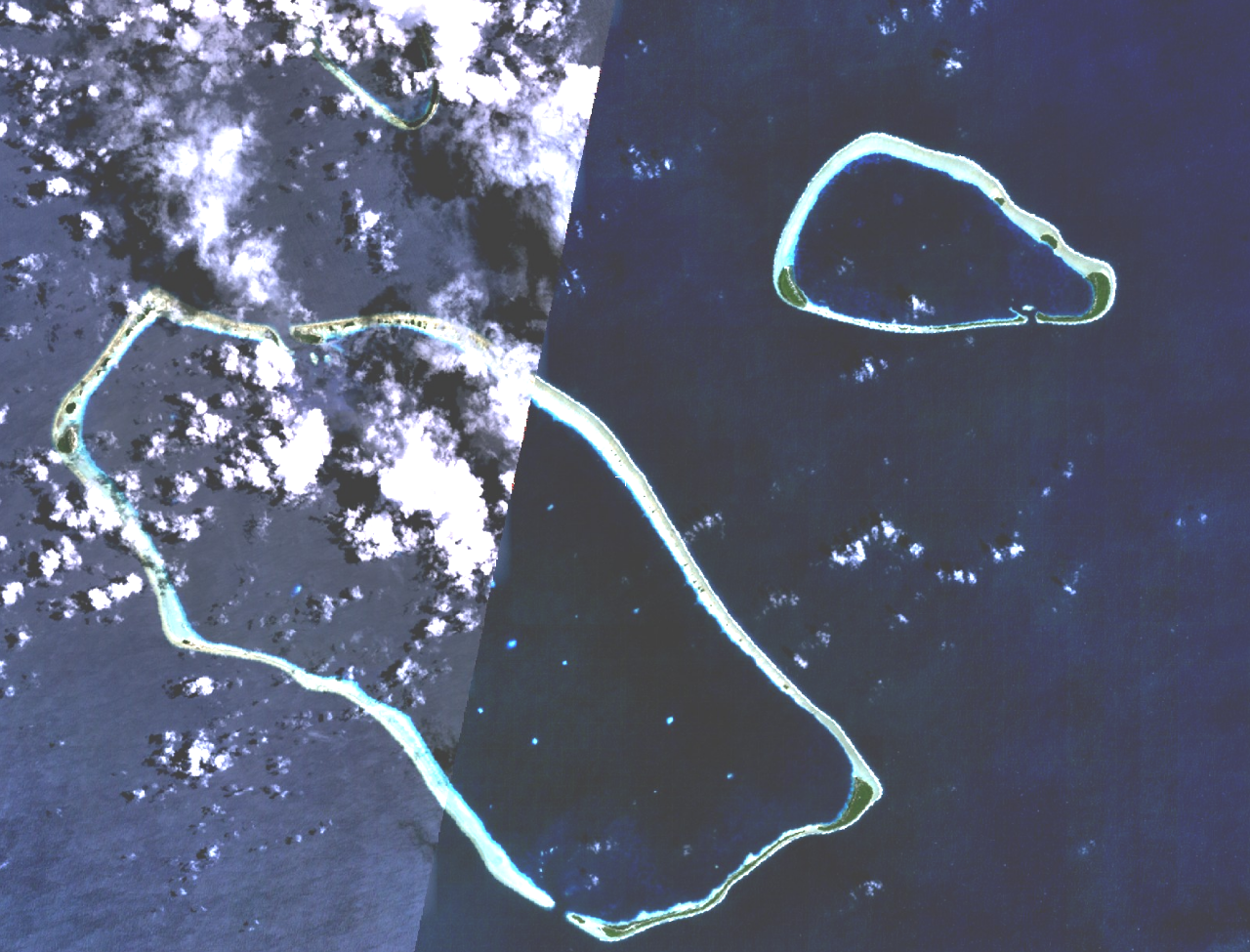
3 atolls des îles Mortlocks: Satowan, Lukunoch et Etal.

Les îles Mortlocks (appelées Nomoi par les insulaires) est un des cinq districts de l'État de Chuuk établi pour les élections au Congrès des États fédérés de Micronésie. Il est constitué de :
- Nema, (autrefois Nama)
- Losap,
- Piis-Emmwar,
- Namoluk,
- Ettal (île), (autrefois Etal)
- Moch,
- Kuttu,
- Ta (île),
- Satowan, (autrefois Satawan)
- Lukunoch,
- et Oneop.

Selon la constitution de l'État de Chuuk (section 3), les Mortlocks constituent une des cinq régions sénatoriales de cet État qui élit deux sénateurs chacune. Elles élisent également deux députés (representatives) pour le 8e district (Nema, Losap et Piis-Emmwar), 2 députés pour le 9e  (Namoluk, Ettal, Moch et Kuttu), 2 autres députés pour le 10e  Ta, Satowan, Lukunoch et Oneop.
Ce district comprend quatre municipalités :
1. Satowan (Satawan) (est)
2. Ta (sud)
3. Kuttu (Kutu) (ouest)
4. Moch (More) (nord)

Satowan et Ta font partie des Lower Mortlocks, tandis que Kuttu et Moch sont les Mid Mortlocks.